# Alfred Grütter
Alfred Grütter (31 agosto 1860 – 30 gennaio 1937) è stato un tiratore a segno svizzero.

## Carriera
Partecipò ai Giochi della II Olimpiade di Parigi nel 1900 dove vinse una medaglia d'oro nella prova di carabina militare a squadre.
Grütter prese parte diverse volte ai Campionati mondiali di tiro, vincendo sei medaglie d'oro e una medaglia di bronzo.
La sua ultima medaglia vinta fu quella d'oro nella prova di carabina a squadre ai Giochi olimpici intermedi del 1906.

## Palmarès
| Anno | Manifestazione       | Sede         | Evento                                     | Risultato |
| ---- | -------------------- | ------------ | ------------------------------------------ | --------- |
| 1899 | Mondiali             | L'Aia        | Carabina militare, 300 metri a squadre     | Oro       |
| 1899 | Mondiali             | L'Aia        | Carabina militare, 300 metri, in ginocchio | Bronzo    |
| 1900 | Olimpiadi            | Parigi       | Carabina militare a squadre                | Oro       |
| 1900 | Mondiali             | Parigi       | Carabina militare a squadre                | Oro       |
| 1901 | Mondiali             | Lucerna      | Carabina militare a squadre                | Oro       |
| 1902 | Mondiali             | Roma         | Carabina militare a squadre                | Oro       |
| 1903 | Mondiali             | Buenos Aires | Carabina militare a squadre                | Oro       |
| 1905 | Mondiali             | Bruxelles    | Carabina militare a squadre                | Oro       |
| 1906 | Olimpiadi intermedie | Atene        | Carabina militare a squadre, 3 posizioni   | Oro       |